# موروویچ
موروویچ (به لاتین: Morović) یک منطقهٔ مسکونی در کرواسی است که در شید واقع شده‌است. موروویچ ۹۳٫۴۷ کیلومتر مربع مساحت و ۱٬۷۴۴ نفر جمعیت دارد و ۷۹ متر بالاتر از سطح دریا واقع شده‌است.